# Corydalis helodes
Corydalis helodes là một loài thực vật có hoa trong họ Anh túc. Loài này được Lidén & Van De Veire mô tả khoa học đầu tiên năm 2008.